# Anastasiya Bezrúkova
Anastasiya Bezrúkova (Moscú, 5 de enero de 2004) es una modelo y actriz rusa.

## Biografía
Natural de Moscú, a los diez años era una de las modelos infantiles más solicitadas de Europa. Bezrúkova había desfilado para marcas como Benetton, Pinko, Moschino e Incanto. También había sido portada de Vogue Bambini.
En 2016 debutó en la pantalla en uno de los papeles principales de la película de Anna Matison The Milky Way.
Además, en octubre de 2015 se unió al reparto de otra película de Anna Matison, titulada After You're Gone. Para su papel recibió clases de baile del coreógrafo Radu Poklitaru y de interpretación del bailarín de ballet del Teatro Bolshoi de Moscú Yan Godovsky. De nuevo protagonizó el papel de la hija de un bailarín de ballet retirado que se enfrenta a una enfermedad progresiva. El escenario se escribió pensando en Bezrukova, pero sin saber que ella había practicado gimnasia rítmica y, por tanto, no necesitaría un doble de acción.
También ha protagonizado un vídeo musical para un proyecto titulado Sleeplessness.